# ラー文書「一なるものの法則」
『ラー文書「一なるものの法則」』（ラーぶんしょ いちなるもののほうそく、原題: The law of one ‐ Book Ⅰ ‐ The Ra Material）は、ドン・エルキンズ、カーラ・ルカート、ジェームズ・マッカーティの著作で、チャネリングによるとされる。1984年に米国のシファー出版から刊行された。当初、The Ra Materialであった原題が、のちに The law of one ‐ Book Ⅰに変更された。

## 概要
本書は、地球外生命体との交信を試みる目的で行われた、26回の実験的なセッションの録音を正確を期して書き起こしたもの、とされる。
1981年1月15日、ドン・エルキンズたちの研究グループは社会的記憶複合体「ラー」との交信を始めた。この交信から「一なるものの法則」と「一なるものの法則」のゆがみのいくつかがもたらされた、としている。
著者のドン・エルキンズは物理学の教授でUFO現象の研究家、カーラ・ルカートは司書ならびに書誌学者（本著作のチャネル）であるとされる。ジェームズ・マッカーティは1980年にこの二人の調査に合流したと記されている。この交信におけるセッションでは質問者である彼らが質問をし、それに「ラー」が答えるという形になっている。ラーとの交信のセッションは106回まであり、「一なるものの法則」シリーズは第一巻から第五巻までの五冊に収められている。第一巻はその内の（session 01～session 26）までを扱う。（日本語訳の第二巻は、日本語訳第一巻から約十年後の2018年に刊行された。）

### 「一なるものの法則」第一巻
本書において、ラーは『私たちは「一なるものの法則」に属しています。私たちの波動のなかでは、あらゆる両極性は調和しています。あらゆる複雑なことがらは単純化しています。あらゆる逆説は解明されています。私たちはひとつです。それが私たちの性質であり目的なのです。』と語っている。
また『私たちはあなたがたの惑星では古参の部類に入ります。私たちは「統合性」や「一元性」といった性質を有する「一なるものの法則」について人類に伝えようと努力してきましたが、その成果の度合いはまちまちでした。私たちは地上を歩き、あなたがた人類の顔つきを見てきました。しかしながら、今私たちは「一なるものの法則」に付与されたゆがみや権力を取り除く役割を続けることに絶大な責任を感じています。私たちは、いわゆるあなたがたの周期が適切なかたちで完了されるまでその役割を担いつづけるでしょう。今回の周期でうまくいかなかった場合は、その次の周期まで。私たちは時間に属していないため、いつの時間においてでもあなたがたと共にいられるのです。』と述べている。また古代エジプト人に関連する「ラー」という名とのつながりについては、「そのつながりは、一致であると言えます。」とも語っている。
そしてラーは、次のようにも述べている。『私はラー。私は「無限なる創造主に奉仕する惑星連合」から来たメンバーのひとりです。この「惑星連合」には、約五十三の文明があり、それらが約五〇〇の惑星意識複合体を構成しています。また、この「惑星連合」には、あなたがたの第三次元を越えた次元にすでに達した地球からの存在たちも含まれていますし、あなたがたの太陽系の惑星レベルの存在たちや、ほかの銀河の惑星レベルの存在たちもいます。そして、この「惑星連合」は、メンバーたちは一様ではありませんが、「一なるものの法則」に則った奉仕を行なうところで団結の為された正真正銘の「連合」であると言えます。』

#### ニコラ・テスラについて
質問者がニコラ・テスラがどこから彼の情報を得たのかを尋ねたところ、ラーはこう答えている。『ニコラ・テスラとして知られる人は、惑星連合の情報源から情報を得ていました。この言うなれば非常に天使的なまでにポジティブな存在は、自分と同時代の心／身体／霊複合体たちの生活様式を高めたく思っていました。その情報源は、そんな彼の思いを援助しようとしたのです。しかし、これは不運であったとでも申しましょうか。第三密度の幻影の波動的なゆがみのせいで、多くのワンダラーの場合と同様に、同時代の心／身体／霊複合体たちに対する彼の見解が非常にゆがんだものになってしまいました。それが彼の任務続行を妨げ、その結果彼は当初の目的から反れてしまいました。』（セッション11）
次に、質問者がニコラ・テスラの取り組みは人類にどんな利益をもたらすはずだったのか、その目的はなんだったのかという質問には、『私はラー。ニコラという心／身体／霊複合体がもっとも期待されていたのは、地上のすべての存在たちを暗闇から解き放つことでした。ですから、その存在は光源や動力源としての地球の無限のエネルギーを世の中にもたらそうとしたのです。』
さらに質問者はこう尋ねる。暗闇から解き放つというのは、「一なるものの法則」に相応するものなのか、あるいは何か実際の所産があるのか。ラーは答える。『そうした「解き放ち」からは、所産として二つの体験が生まれる可能性があります。ひとつは、エネルギーの代償を、給料からお金で支払う必要がないという体験。もうひとつは、余暇が手に入ることから、自己を探求し、「一なるものの法則」を求めはじめる自由を体現したり、その確実性を高めたりする体験です。夜明けから日没まで肉体労働に勤しみ、それでいて意識的に「一なるものの法則」を沈思黙考することのできる人は、実際地球上ではわずかです。』
また、質問者はそれを受けてこう尋ねる。では産業革命についてはいかがでしょうか、これは予定されていたことなのでしょうか。すると、ラーは答える。『そのとおりです。ワンダラーたちの転生のタイミングには、いくつかの波と呼べるものがありました。それらは人々の生活に、日々の労働からの解放ならびに余暇をもつ自由を、徐々にもたらすために起きています』

## 著者
- ドン・エルキンズ、カーラ・ルカート、ジェームズ・マッカーティ
ドン・エルキンズ（Don Elkins, 1930-1984）
カーラ・ルカート（Carla Rueckert, 1943-2015）
ジェームズ・マッカーティ（James Allen McCarty, 1947-）

## 著作
- 『The law of one ‐ Book I ‐ The Ra Material』 (1984)
- 『The law of one ‐ Book II』 (1982)
- 『The law of one ‐ Book III』 (1982)
- 『The law of one ‐ Book IV』 (1982)
- 『The law of one ‐ Book V ‐ Personal Material』 (1998)

## 日本語訳
- 『ラー文書「一なるものの法則」第一巻』
紫上はとる訳、ナチュラルスピリット、2008年8月、ISBN 978-4-903821-30-6
- 『ラー文書「一なるものの法則」第二巻』
紫上はとる訳、ナチュラルスピリット、2018年3月、ISBN 978-4-86451-262-6